# Lady S.
Lady S. – puis Lady S – est une série de bande dessinée d'action et d'espionnage, scénarisée par Jean Van Hamme et dessinée par Philippe Aymond. Elle est publiée dans la collection « Repérages » des éditions Dupuis.

## Synopsis
Susan Fitzroy (de son vrai nom Shania Rivkas), fille adoptive et principale collaboratrice de l'ambassadeur américain James Fitzroy, voit son passé resurgir en la personne d'Anton Grivenko. Ses parents, les Rivkas, des Juifs estoniens, ayant été assassinés par des agents du KGB désireux de « faire le ménage » après l'effondrement du régime communiste en Russie, elle avait été recueillie, lors de sa fuite, par un adolescent marginal, Anton, auprès duquel elle allait vivre plusieurs années passées à l'initiation à diverses techniques de vol et cambriolage. Leur trace ayant été retrouvée par l'un des assassins des Rivkas, lié à la pègre moscovite, Anton tuait leur « chasseur », ce qui les contraignit à s'enfuir en plein hiver en direction de la Finlande. La traversée d'un lac gelé s'était mal terminée pour Anton, qui était tombé dans l'eau glacée, tout laissant penser à sa fin tragique. Shania avait fini par parvenir en France, après avoir réussi à voler le passeport d'une jeune fille de nationalité néo-zélandaise, et avait croisé par hasard, dans un train reliant Paris à la Côte d'Azur, James Fitzroy et son épouse Helen, et ce alors que le père de Shania lui avait recommandé, en cas de malheur, de contacter le diplomate américain, auquel il était lié d'amitié.
Alors que l'ex-Shania, devenue Susan, a racheté sa conduite passée, Anton, revenu d'entre les morts, lui demande d'être sa complice dans un vol de documents lors d'une réception diplomatique à Bruxelles…

## Albums
1. Na zdorovié, Shaniouchka ! (octobre 2004)  (ISBN 978-2-8001-3608-0)
2. À ta santé, Suzie ! (septembre 2005)  (ISBN 978-2-8001-3660-8)
3. 59° latitude nord (octobre 2006)  (ISBN 978-2-8001-3836-7)
4. Jeu de dupes (octobre 2007)  (ISBN 978-2-8001-3929-6)
5. Une taupe à Washington (novembre 2008)  (ISBN 978-2-8001-4069-8)
6. Salade portugaise (novembre 2009)  (ISBN 978-2-8001-4475-7)
7. Une seconde d'éternité (avril 2011)  (ISBN 978-2-8001-4743-7)
8. Raison d'État (août 2012)  (ISBN 978-2-8001-5430-5)
9. Pour la peau d'une femme (novembre 2013)  (ISBN 978-2-8001-5756-6)
10. ADN (novembre 2014)  (ISBN 978-2-8001-6252-2)
11. La Faille (novembre 2015)  (ISBN 978-2-8001-6445-8)
12. Rapport de forces (novembre 2016)  (ISBN 978-2-8001-6718-3)
13. Crimes de guerre (novembre 2017)  (ISBN 978-2-8001-7044-2)
14. Code Vampiir (novembre 2019)  (ISBN 978-2-8001-7439-6)
15. Dans la gueule du tigre (août 2021)  (ISBN 979-10-34757-30-5)
16. Missions suicides (août 2023)  (ISBN 979-10-34768-85-1)
17. Au nom du père, du fils et du Samarium (septembre 2024)  (ISBN 979-10-34769-84-1)

## Personnages
- Shania Rivkas / Suzan Mc Kenzie / Suzan Fitzroy / Lady S : héroïne de la série. Née en 1979 à Talinn, en Estonie, elle est la fille d'Abel Rivkas, bio-généticien, et d'Ester Rivkas, enseignante en langues germaniques. En 1981, la famille s'installe à Belomorsk (République autonome de Carélie). En 1991, le Major Vlachov du KGB vient arrêter ses parents et tue Ester Rivkas. Shania est sauvée de justesse par Anton Grivenko. Les deux adolescents vivent de cambriolages. Dix-huit mois plus tard, après avoir appris que le père de Shania s'est suicidé, ils tuent le Major Vlachov, devenu un agent corrompu du FSK. Anton et Shania doivent fuir mais, en traversant la frontière finlandaise, Anton est emporté dans un fleuve. Shania, munie d'un passeport néo-zélandais au nom de Suzan McKenzie, s'inscrit à des cours de langue tout en poursuivant ses activités de voleuse à Londres puis sur la Côte d'Azur. Par la suite, elle est recueillie par James Fitzroy, diplomate américain, et son épouse Helen. Shania perfectionne ses talents d'interprète : elle est réputée parler sept ou huit langues. Un mystérieux commanditaire se présente à Shania : il menace de révéler son passé si elle ne participe pas à des opérations secrètes. Sous la contrainte de chantage, Shania accomplit des missions illégales faisant appel à ses talents pour le vol et la manipulation...
- Anton Sergueïevitch Grivenko : après avoir fugué de l'orphelinat de Kochoma, il vit de cambriolages à Belomorsk. Il sauve Shania des griffes des soldats du KGB venu arrêter ses parents. Dix-huit mois plus tard, le Major Vlachov ordonne à Anton de travailler pour la mafia locale et agresse Shania. Anton le tue, ce qui oblige les deux adolescents à fuir. Au passage de la frontière finlandaise, Anton est emporté par une rivière. Pendant des années, il vit dans l'illégalité. Un mystérieux commanditaire le recrute pour des missions secrètes et l'oblige ensuite à provoquer une rencontre avec Shania.
- Youri Darakhine : parrain de la mafia russe à Belomorsk, qui envoie le Major Vlachov recruter Anton de gré ou de force et enrôler Shania dans la prostitution. Anton le tue d'une balle dans la tête.
- Ralph Ellington : attaché culturel auprès de l'ambassade américaine, il a un faible pour Shania et joue involontairement le rôle de paravent.
- Nicolas Darakhine : fils du mafieux Youri Darakhine, il tombe amoureux de Shania. Lors de la tentative d'enlèvement avortée des lauréats de prix Nobel et alors qu'il est encerclé par la police et s'apprête à se suicider, Shania le convainc de n'en rien faire. par la suite, il sauve cette dernière en sacrifiant Liouba Dobrovna auprès de la mafia corse. Il finit par se faire descendre par cette dernière et agonise dans les bras de Shania.
- Liouba Dobrovna : tueuse sadique au service de Youri Darakhine, elle est trahie par le fils de ce dernier. Youri Darakhine ordonne alors la mort de son fils. Elle se fait abattre par Shania dans l'échange de coups de feu.
- Abel Rivkas : le père de Shania. Brillant généticien, il est originaire d'Estonie mais s'est installé à Belomorsk avec son épouse Ester et sa fille Shania. James Fitzroy, en secret, l'invite à traverser le rideau de fer pour s'installer aux Etats-Unis. Mais le KGB, informé de ce projet de fuite, vient arrêter Abel et sa famille. Par la suite, le  Major Vlachov annonce à Shania qu'Abel Rivkas s'est suicidé.
- James Fitzroy : diplomate américain, chargé de diverses missions successives en Europe. Il a invité Abel Rivkas, père de Shania, à fuir aux Etats-Unis, ce qui entraîne l'arrestation de la famille Rivkas. Par la suite, James et son épouse Helen recueillent Shania. Ils envisagent de l'adopter et James finit par adopter réellement Shania, qui obtient alors la nationalité américaine.
- Helen Fitzroy : épouse de James Fitzroy. Dans un train de nuit Paris-Menton avec son conjoint, elle rencontre Shania sans connaître son identité. Après l'avoir invitée à partager son compartiment, elle constate à son réveil que ses bijoux ont disparu. Des années plus tard, à la suite d'autres évènements, elle recueille Shania et envisage de l'adopter.

## Genèse
D'après Le Figaro, les éditions Dupuis avaient demandé à Van Hamme une série destinée à être adaptée sur grand écran, à l'instar de Largo Winch. Ce projet, abandonné, est devenu Lady S. Pour le titre, le scénariste s'est inspiré du roman Lady L. de Romain Gary.

## Publication

### Périodiques
- Le Journal de Spirou

### Éditeurs
- Dupuis (collection « Repérages ») : tomes 1 à 13 (première édition des tomes 1 à 13)